# Dondolo/Se mi dai l'appuntamento
Dondolo/Se mi dai l'appuntamento, pubblicato nel 1968, è un singolo del gruppo italiano i Bertas.

## Il disco
Il brano della facciata A è Dondolo, cover del brano Sound Asleep che era stato il primo singolo dei Turtles, la facciata B era un brano composto da Bigazzi e Tommaso.

## Tracce
LATO A
1. Dondolo (testo: Sergio Bardotti – musica: Al Nichol, Howard Kaylan, Jim Pons, Johnny Barbata, Mark Volman; edizioni musicali RCA)

LATO B
1. Se mi dai l'appuntamento (testo: Giancarlo Bigazzi – musica: Vito Tommaso; edizioni musicali RCA)

## Formazione
- Antonio Costa - voce, chitarra
- Carlo Costa - voce, basso
- Edmondo Costa - voce, tastiere
- Antonio Usai - batteria